# Tour of Japan
Die Tour of Japan (jap. ツアー・オブ・ジャパン, Tsuā obu Japan), kurz: TOJ, ist ein Radrennen in Japan. Die kleine Rundfahrt führt in rund sieben Etappen durch das Land. Seit 1996 findet das Rennen regelmäßig statt. Im Jahr 2003 fand auf Grund der SARS-Gefahr keine Austragung statt. 2011 wurde das Rennen wegen der Naturkatastrophe in Japan abgesagt. Von Seiten der Veranstalter hieß es, dass die für das Rennen benötigte Infrastruktur zerstört sei. Das Rennen ist Teil der UCI Asia Tour und hat die Kategorie 2.2.

## Palmarès
| Jahr            | Sieger                  | Zweiter                 | Dritter                |          |
| --------------- | ----------------------- | ----------------------- | ---------------------- | -------- |
| 1996            | Jean-Philippe Duracka   | David Lefèvre           | Daisuke Imanaka        |          |
| 1997            | Bart Bowen              | Riccardo Ferrari        | Peter Rogers           |          |
| 1998            | Frank McCormack         | Jaroslav Bílek          | Andreas Walzer         |          |
| 1999            | Andrzej Sypytkowski     | Denis Lunghi            | Nick Gates             |          |
| 2000            | Mauro Gianetti          | Grzegorz Wajs           | René Haselbacher       |          |
| 2001            | Paweł Niedźwiecki       | Pietro Zucconi          | Scott Davis            |          |
| 2002            | Oleksandr Klymenko      | Simone Mori             | Bert Scheirlinckx      |          |
| 2003 – abgesagt |                         |                         |                        |          |
| 2004            | Shin’ichi Fukushima     | Christian Heule         | Mikhail Teteriouk      |          |
| 2005            | Félix Cárdenas          | Andrei Misurow          | Matteo Carrara         |          |
| 2006            | Wolodymyr Duma          | John-Lee Augustyn       | Andrei Misurow         |          |
| 2007            | Francesco Masciarelli   | Walentin Iglinski       | Alexander Djatschenko  |          |
| 2008            | Cameron Meyer           | Jai Crawford            | Vincenzo Garofalo      |          |
| 2009            | Sergio Pardilla         | Gong Hyo-suk            | Dmitri Fofonow         |          |
| 2010            | Cristiano Salerno       | Andrei Misurow          | Alexander Schuschemoin |          |
| 2011 – abgesagt |                         |                         |                        |          |
| 2012            | Fortunato Baliani       | Julián Arredondo        | Jarosław Dąbrowski     |          |
| 2013            | Fortunato Baliani       | Julián Arredondo        | Damien Monier          |          |
| 2014            | Mirsamad Pourseyedi     | Grega Bole              | Ghader Mizbani         |          |
| 2015            | Mirsamad Pourseyedi     | Rahim Ememi             | Hossein Askari         |          |
| 2016            | Óscar Pujol             | Marcos García Fernández | Mirsamad Pourseyedi    |          |
| 2017            | Óscar Pujol             | Nathan Earle            | Hamid Pourhashemi      |          |
| 2018            | Marcos García Fernández | Hermann Pernsteiner     | Thomas Lebas           |          |
| 2019            | Chris Harper            | Benjamín Prades         | José Vicente Toribio   |          |
| 2020            | abgesagt                | abgesagt                | abgesagt               | abgesagt |
| 2021            | Nariyuki Masuda         | Thomas Lebas            | Masaki Yamamoto        |          |
| 2022            | Nathan Earle            | Benjamin Dyball         | Thomas Lebas           |          |
| 2023            | Nathan Earle            | Benjamin Dyball         | Atsushi Oka            |          |
| 2024            | Giovanni Carboni        | Merhawi Kudus           | Benjamin Dyball        |          |
| 2025            | Alessandro Fancellu     | Simone Raccani          | Benjamin Dyball        |          |